# Андреа Кассінеллі
Андреа Кассінеллі (італ. Andrea Cassinelli, нар. 2 вересня 1993) — італійський шорт-трекісткіст, срібний призер Олімпійських ігор 2022 року.

## Олімпійські ігри
| Рік  | Місто        | 500 метрів | Е | ЗЕ |
| ---- | ------------ | ---------- | - | -- |
| 2022 | Пекін, Китай | 23         | 3 | 2  |